# Bolsa de Estudos Monbukagakusho
 A Bolsa de Estudos Monbukagakusho (文部科学省奨学金, Monbukagakushō Shōgakukin), também conhecida informalmente como Bolsa de Estudos Monbusho ou Bolsa de Estudos MEXT, é uma bolsa de estudos oferecida pelo Monbu-kagaku-shō (Ministério da Educação, Cultura, Desporto, Ciência e Tecnologia do Japão) a qual aloca estudantes estrangeiros em universidades japonesas.

Atualmente, cerca de 65.000 estudantes oriundos de aproximadamente 160 países e regiões do mundo têm pleiteado - ou pleitearam- no Japão, o programa de bolsas de estudo estabelecida em 1954 pelo governo japonês.

## Modalidades da Bolsa de Estudos Monbukagakusho
São seis os tipos de bolsa disponíveis para brasileiros através do Monbu-kagaku-shō: a bolsa para pesquisa (pós-graduação), para graduação, para escolas técnicas superiores, para curso profissional, o programa de treinamento para professores do ensino infantil, fundamental e médio, e a bolsa para estudos de língua e cultura japonesa.
Pesquisa (pós-gradução):
O candidato deve ter, no máximo, 35 anos de idade, e ter em mãos um diploma de ensino superior (ou estar previsto para graduar antes da data de pleito da bolsa). O programa contempla a oportunidade de realizar pesquisa acadêmica em universidades japonesas, sendo possível, dado uma pré-seleção obrigatória, a prorrogação da mesma para uma bolsa de mestrado e/ou doutorado. A bolsa também inclui um ano de estudos intensivos acerca da língua e cultura japonesa. A modalidade tem duração de 2 anos, porém pode ser prorrogada para as modalidades de mestrado e/ou doutorado.
Graduação:
O candidato deve ter, no mínimo, 17 anos de idade e, no máximo, 24 anos de idade; Deve ter completado 12 anos de ensino escolar (ter completado ou estar em nível equivalente ao 3º ano do ensino médio brasileiro).
Todos os anos um grande número de estudantes são selecionados através de uma pré-seleção realizada por uma representação consular ou embaixada. Os selecionados na seleção final realizada pelo Monbu-kagaku-shō passarão por um ano de estudos intensivos em língua e cultura japonesa na Osaka University Center for Japanese language and culture ou na Tokyo University of Foreign Studies. Após tal período, os estudantes então são direcionados a uma das 87 universidades nacionais do Japão. A modalidade tem duração de 4 anos, e pode ser prorrogada para as modalidades de mestrado e/ou doutorado.
Escolas Técnicas Superiores:
O candidato deve ter, no mínimo, 17 anos de idade e, no máximo, 24 anos de idade; Deve ter completado 12 anos de ensino escolar (ter completado ou estar em nível equivalente ao 3º ano do ensino médio brasileiro). Tal modalidade oferece aos graduandos do ensino médio a oportunidade de realizar estudos técnicos em áreas determinadas em uma instituição de ensino técnico japonesa.
Curso Profissionalizante:
O candidato deve ter, no mínimo, 17 anos de idade e, no máximo, 24 anos de idade; Deve ter completado 12 anos de ensino escolar (ter completado ou estar em nível equivalente ao 3º ano do ensino médio brasileiro). Esta modalidade visa proporcionar o aprendizado de técnicas e conhecimentos necessários para a vida profissional.
Programa de Treinamento para Educadores do Ensino Infantil, Fundamental e Médio:
Bolsa que contempla professores, orientadores pedagógicos, assistentes educacionais, diretores, etc. do ensino infantil, fundamental e/ou médio. A modalidade oferece a oportunidade de realizar pesquisas acadêmicas realacionadas à educação.
Bolsa de Língua e Cultura Japonesa:
Bolsa oferecida a universitários do curso de Letras com habilitação em Língua Japonesa que desejam aprofundar os seus conhecimentos na área de língua, cultura e literatura japonesa.